# Vasile Sansiro Ciocoi
Vasile Sansiro Ciocoi (n. 4 februarie 1972, Bocșa, România) este un fost fotbalist român de fotbal ce a activat pe postul de fundaș.S-a retras ca fotbalist la vârsta de 28 de ani,revine în fotbal după 7 ani.

## Activitate
- CSM Reșița (1997-1998)
- Universitatea Craiova (2002-2003)
- CSM Reșița (2002-2003)
- Jiul Petroșani (2003-2004)
- Jiul Petroșani (2004-2005)
- Unirea Sannicolau Mare (2004-2005)

## Legături externe
- Vasile Sansiro Ciocoi la romaniansoccer.ro